# Anton Ausserer
Anton Ausserer (Bozen, 5 de juliol del 1843 – Bad Gleichenberg, Àustria, 20 de juliol de 1889), fou un naturalista i aracnòleg austríac.
Va mostrar un gran interès en la història natural d'una edat primerenca. A l'edat de quinze anys, es va quedar orfes i va començar a lliurar lliçons privades per continuar els seus estudis. El 1863 es va convertir en un protegit del professor Heller, qui el va animar a estudiar les aranyes. Va guanyar un concurs d'història natural, això li va permetre continuar els seus estudis d'una manera més còmoda. El 1867 es va convertir en professor de Feldkirch, i des de 1869 a Innsbruck. Allà va assistir a la Societat d'Història Natural de la ciutat i es va convertir en la seva secretari. El 1872 va obtenir un doctorat, i dos anys més tard va començar a ensenyar a Graz.
Va fer dos viatges, un a Sicília (1880-1881) i un altre a Egipte (1886-1887).
Es va casar l'any següent, però va morir el 20 de juliol de 1889 a l'edat de 46 anys.